# Сомалийская партия социального единства
Сомалийская партия социального единства (сомал. Xisbiga Midnimada Bulshada Soomaaliyeed, араб. حزب الوحدة الاجتماعية الصومالية‎) — малая сомалийская политическая партия. Основана в 2004 году. Партия действует как в Сомали, так и за рубежом — её отделения присутствуют в Швеции, Норвегии, Кении.
В мае 2020 года Эфиопия продлила лицензию партии.